# Новый Путь (Вознесенский район)
Новый Путь — посёлок в Вознесенском районе Нижегородской области. Входит в состав Полховско-Майданского сельсовета.

## География
Посёлок находится в юго-западной части Нижегородской области на расстоянии приблизительно 11 километров  по прямой на юго-запад от поселка Вознесенского, административного центра района.

## История
Поселок основан в 1927 году крестьянами села Полховский Майдан, организовавшими коммуну, с 1929 года ставшую колхозом. После войны в поселке было 24 хозяйства, позже их количество только падало. В 1965 году поселок электрифицировали. В 1969 году он вошел в состав Криушинского совхоза. Среди сегодняшних жителей поселка большинство — пенсионеры.

## Население
Постоянное население составляло 26 человек (русские 100%) в 2002 году, 15 в 2010.